# U5 (Berlijn)
De U5 is een lijn van de metro van Berlijn. De metrolijn verbindt Berlin Hauptbahnhof via de Alexanderplatz in het oosten van het stadscentrum met de wijken Friedrichshain, Lichtenberg, Friedrichsfelde, Biesdorf en Hellersdorf (→ kaart). De U5 telt 26 stations en heeft een lengte van 22 km; de reistijd over de gehele lijn bedraagt 41 minuten. Het eerste deel van de grootprofiellijn opende op 21 december 1930. Tijdens de deling van de stad lag de lijn als enige van het net geheel op Oost-Berlijns grondgebied.

## Geschiedenis

### Een metro onder de Frankfurter Allee
Plannen voor een metrolijn onder de Frankfurter Allee bestonden al vroeg in de geschiedenis van de Berlijnse metro. De Hochbahngesellschaft, die verantwoordelijk was voor de bouw van de eerste (kleinprofiel)metrolijnen in Berlijn, breidde het in 1913 geopende station Klosterstraße (U2) zelfs uit ten behoeve van een toekomstige lijn onder de boulevard. Al vanaf 1908 spande de Hochbahngesellschaft zich in voor het verkrijgen van een concessie voor het traject en in 1914 werd die ook verkregen. De Eerste Wereldoorlog zorgde echter voor uitstel van de bouw. Na de oorlog waren de inzichten betreffende de metroaanleg veranderd en wilde men alle nieuwe lijnen in groot profiel uitvoeren. Daarnaast achtte men het ongewenst het reeds wijdvertakte stamtracé (nu onderdeel van U1 en U2) met nog een aftakking uit te breiden.
Bij de aanleg van de GN-Bahn (nu U8) werden in het station Alexanderplatz reeds twee perrons voor de geplande lijn onder de Frankfurter Allee gebouwd. De concessie voor de lijn was nog altijd in handen van de Hochbahngesellschaft, ook na de aanpassing van de plannen in 1927. In 1926 was het beheer over het metronet echter verkregen door het Berlijnse stadsbestuur, dat bij zijn plannen bleef de lijn in groot profiel te bouwen. De Hochbahngesellschaft nam wel de aanleg van de metrolijn op zich en bouwde zo voor het eerst in haar geschiedenis een grootprofiellijn. In mei 1927 werden de werkzaamheden gestart tussen Alexanderplatz en Friedrichsfelde.
De bouw van de lijn bleek zeer eenvoudig en vorderde gestaag. De stations werden ondiep aangelegd, maar wel van mezzanines voorzien. Het voorlopige eindstation Friedrichsfelde was vanuit het oogpunt van reizigersaantallen niet nodig, maar een eindpunt moest er toch zijn; bovendien kon men hier een werkplaats aanleggen, de eerste in het oosten van de stad. Op 21 december 1930 werd de lijn, die de aanduiding E had gekregen, in gebruik genomen; het traject mat zeven kilometer en telde tien stations:
- Alexanderplatz - overstap op het stamtracé en de GN-Bahn
- Schillingstraße
- Strausberger Platz
- Memeler Straße (nu Weberwiese)
- Petersburger Straße (nu Frankfurter Tor)
- Samariterstraße
- Frankfurter Allee - overstap op de S-Bahn
- Magdalenenstraße
- Bahnhof Lichtenberg (nu Lichtenberg) - overstap op de spoorlijnen van de Deutsche Reichsbahn (DR)
- Friedrichsfelde

Al deze stations werden ontworpen door Alfred Grenander, de huisarchitect van de Hochbahngesellschaft. Grenander creëerde een standaardontwerp, waarvan per station slechts op enkele details werd afgeweken. De stations onderscheidden zich echter van elkaar door hun "kenkleur" of "herkenningskleur", die zowel in de wandbetegeling als op de stalen steunpilaren toegepast werd. Daarnaast is er variatie in de hoogte van de perronhal.

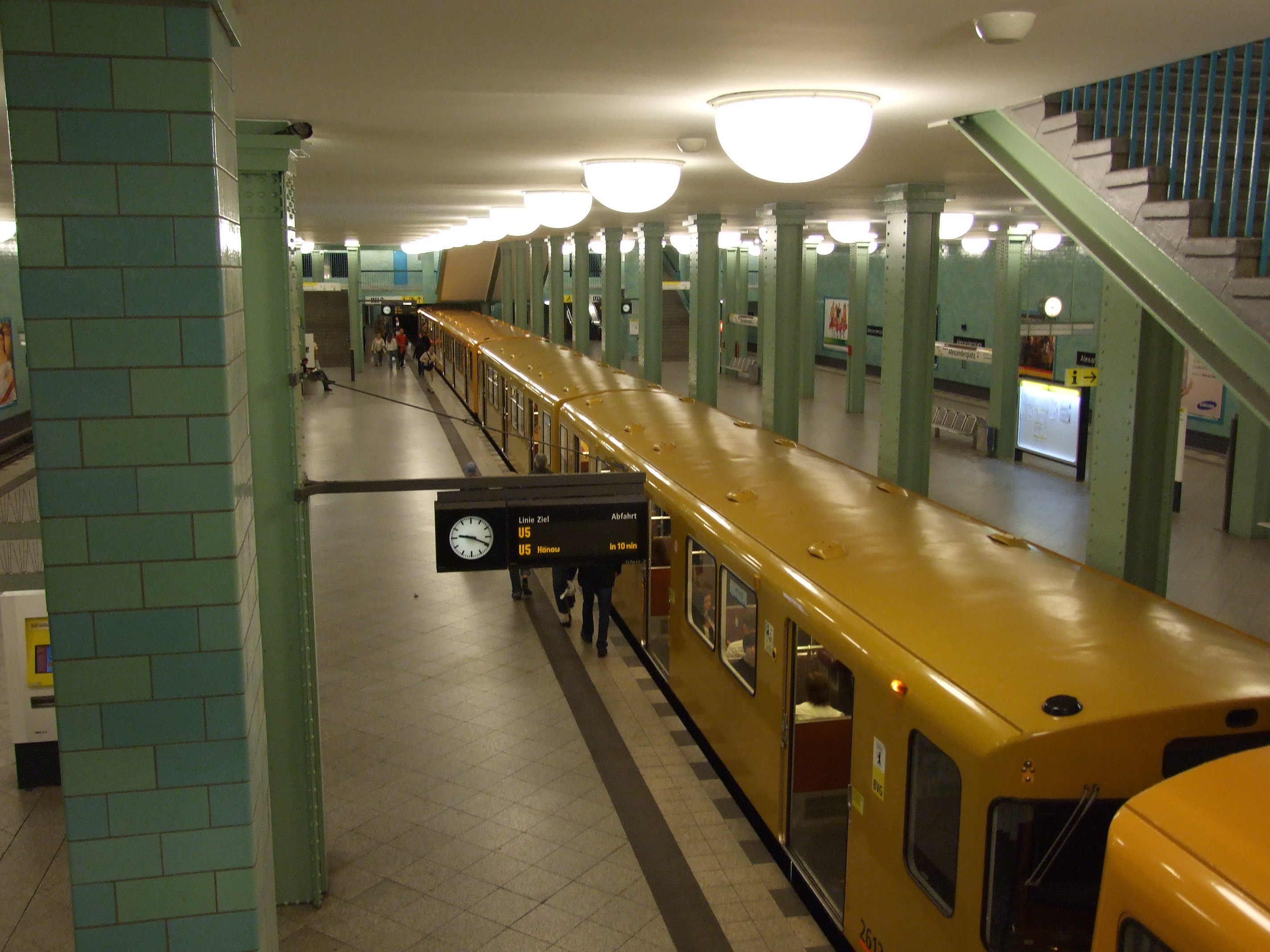
U5 gebruikt de middelste sporen in Alexanderplatz
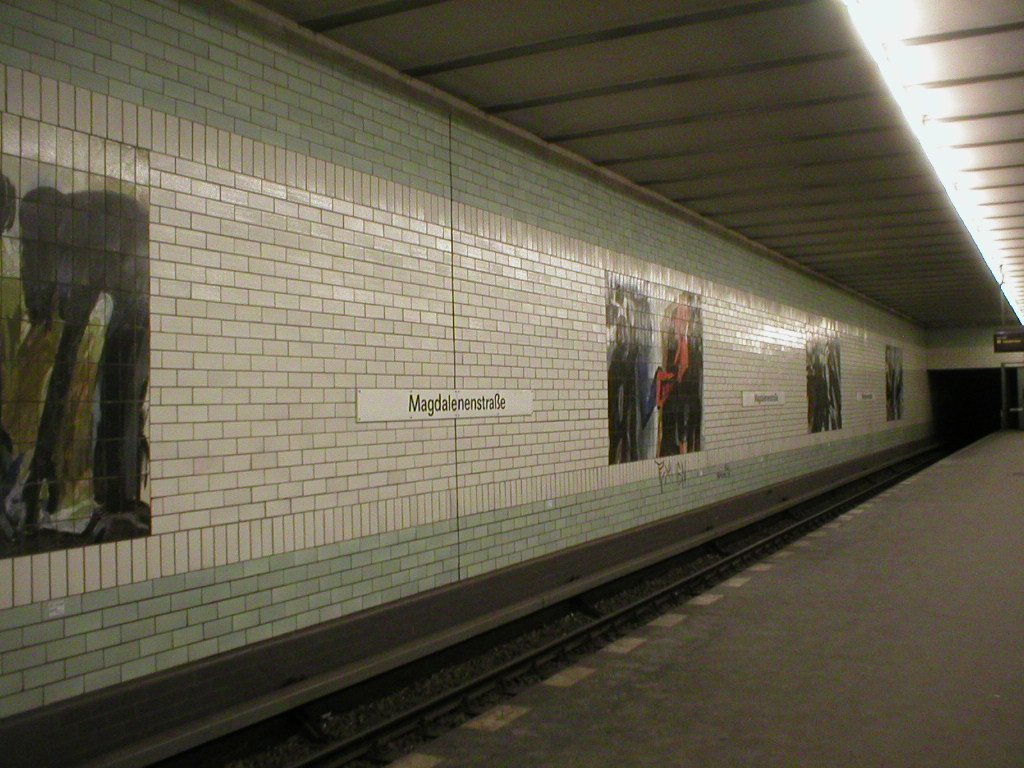
Station Magdalenenstraße, voor de renovatie in 2003
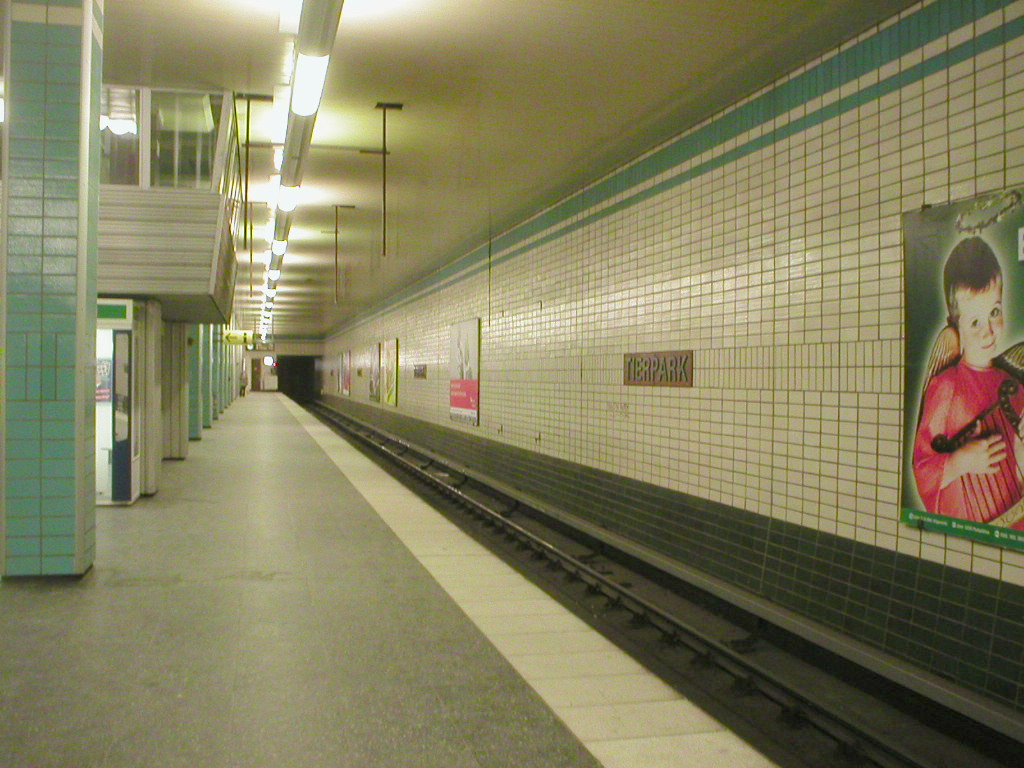
Station Tierpark, het enige ondergrondse metrostation dat in de DDR-tijd werd gebouwd

### Verlenging naar het Tierpark
Plannen voor verlenging van lijn E ontstonden al kort na de opening. Allereerst wilde men de lijn verlengen naar Karlshorst, een villawijk waar zich na de Tweede Wereldoorlog het Sovjet-Russische militaire bestuur had gevestigd. Vanwege de grote vraag naar nieuwe woningen kreeg de woningbouw echter voorrang boven metroprojecten. Een van de eerste stadsuitbreidingsgebieden werd de omgeving van het Tierpark, waar 9000 woningen aan 25.000 mensen onderdak moesten gaan bieden. Ter ontsluiting van de nieuwe woonwijk werd besloten metrolijn E met één station te verlengen, hetgeen in 1973 werd voltooid. Het nieuwe station Tierpark diende naast de inwoners van het gebied ook de 2,5 miljoen mensen die het park jaarlijks bezochten, wat het project extra lonend maakte.
De aanleg van het eerste metroproject in de DDR begon in 1969. Het tracé loopt ten noordoosten van de werkplaats tot aan de straat Am Tierpark, waar het nieuwe station verrees. Het ontwerp ervan werd in overeenstemming gebracht met de oudere stations op de lijn. Het 1,2 kilometer lange traject werd geopend op 25 juni 1973. Dat er vier jaar nodig was voor de bouw van een dergelijk korte tunnel kan verklaard worden door de zwakke economie van de DDR en het gebrek aan betonelementen, onder andere veroorzaakt door een brand in de opstelplaats bij de Alexanderplatz.

### Een metrolijn naar Hellersdorf

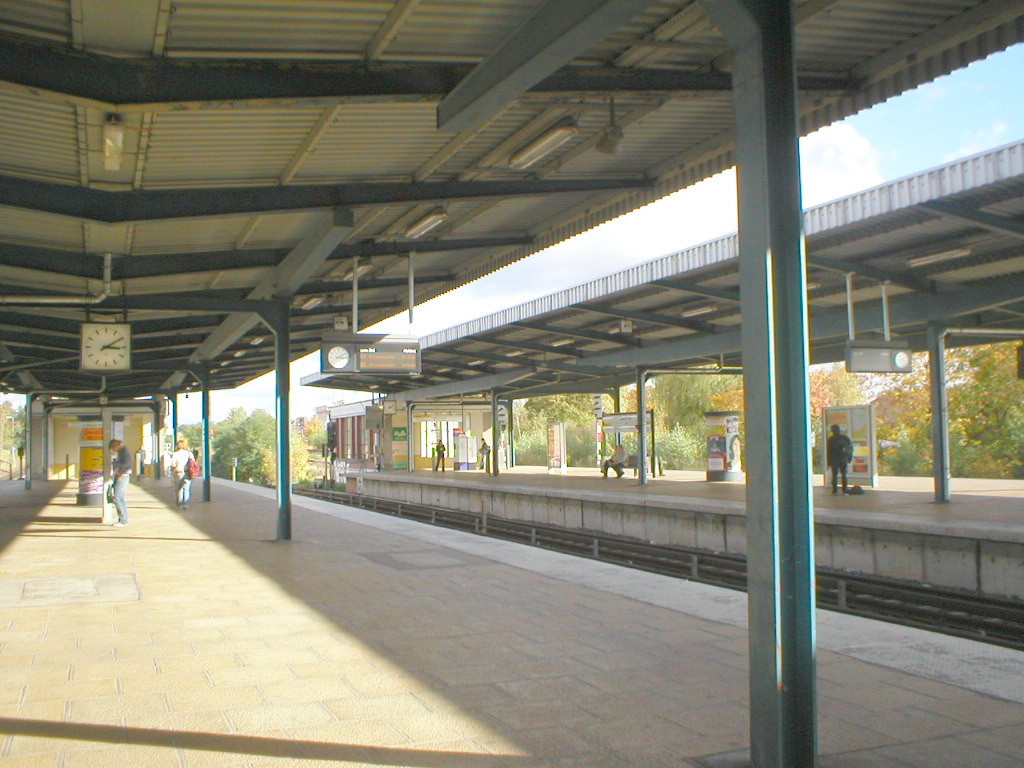
S-Bahn en metro stoppen in station Wuhletal aan hetzelfde perron.
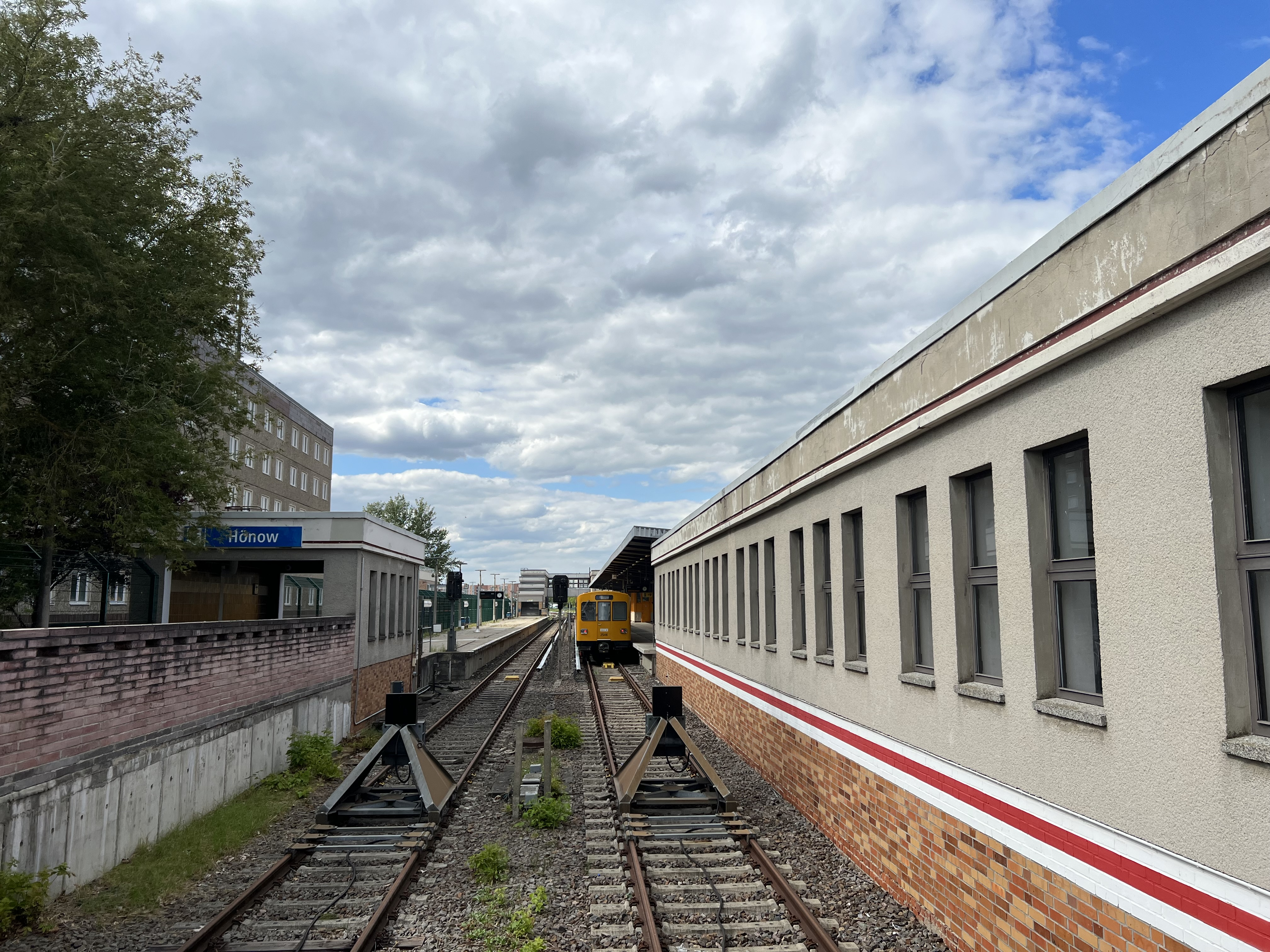
Eindpunt Hönow
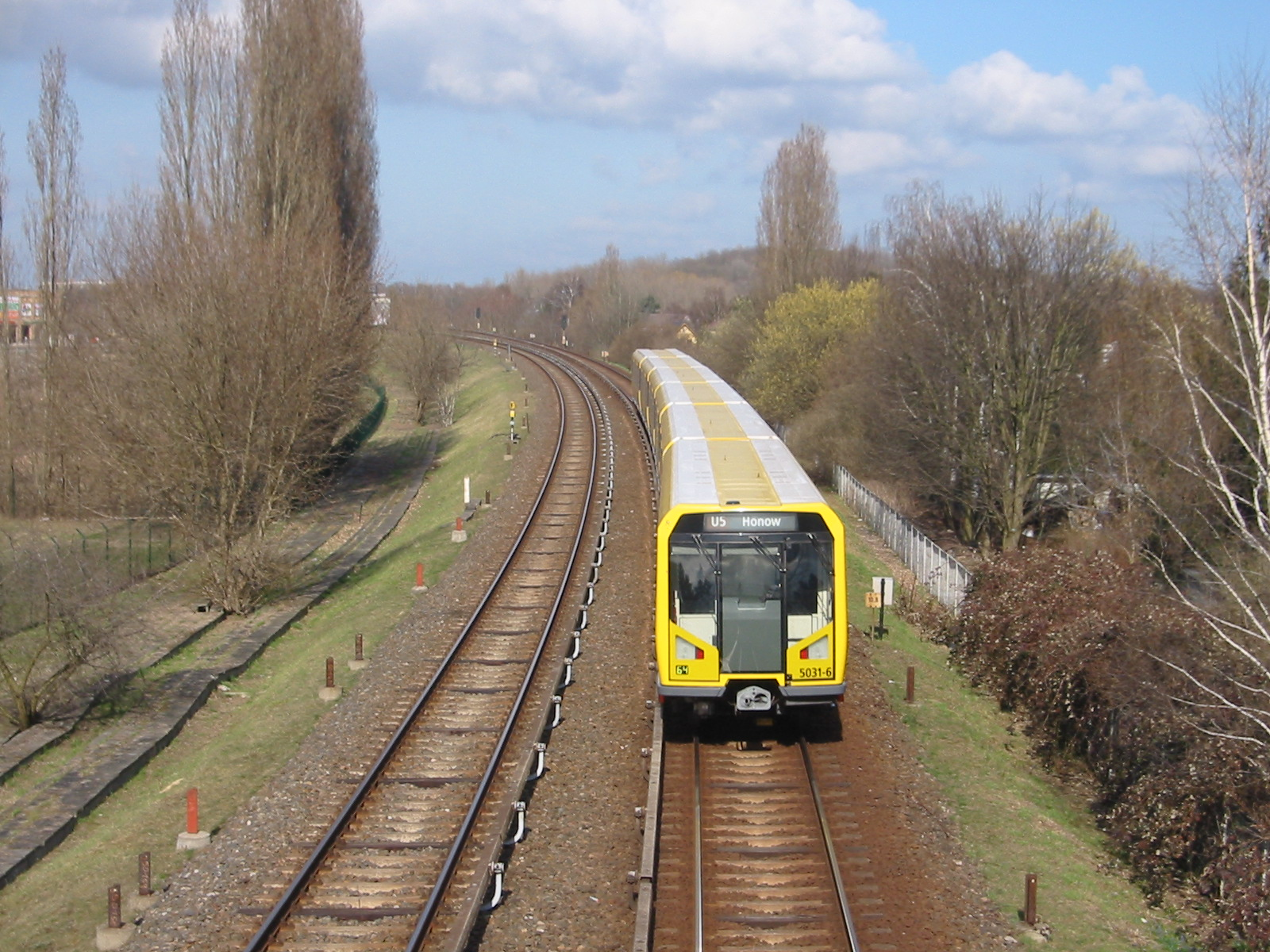
Trein van het type H onderweg tussen Biesdorf-Süd en Elsterwerdaer Platz

Aan het eind van de jaren 1970 begon de planning voor een nieuw woongebied rond het (sinds de vorming van Groot-Berlijn in 1920 tot de stad behorende) dorp Hellersdorf. Vanwege de omvang van het nieuwbouwgebied was een snelle verbinding met het Oost-Berlijnse centrum nodig. Er werden meerdere varianten voor een dergelijke verbinding bestudeerd, waaronder een S-Bahnlijn. De eerder gebouwde nieuwbouwgebieden Marzahn en Hohenschönhausen hadden een S-Bahnverbinding gekregen, maar de Stadtbahn was inmiddels te druk bezet om nog een aftakking te kunnen verwerken. Een sneltramlijn bleek daarnaast niet voldoende capaciteit te hebben, waardoor een verlenging van lijn E als enige optie overbleef. Na de bestudering van een aantal tracévarianten werd er uiteindelijk voor gekozen de lijn bovengronds te laten verlopen over de niet meer gebruikte VnK-spoorlijn (Verbindung nach Kaulsdorf). De lijn zou daarbij ook de door de S-Bahn gebruikte Ostbahn kruisen.
Het project werd in 1983-84 uitgewerkt en de bouw van het 10,10 kilometer lange en 9 stations tellende tracé begon op 1 maart 1985. De lijn werd in twee fases geopend in 1988 en 1989. Na station Tierpark maakt de tunnel een scherpe bocht naar het oosten om meteen op de VnK-lijn aan te sluiten. De lijn kruist vervolgens de Buitenring en bereikt het station Biesdorf-Süd, waar drie sporen werden aangelegd om er korttrajecttreinen te laten eindigen. Het daarop volgende station Elsterwerdaer Platz was het voorlopige eindpunt van de op 1 juli 1988 geopende eerste fase van de verlenging.
Na Elsterwerdaer Platz loopt het tracé in noordoostelijke richting tot het S-Bahnstation Wuhletal. De metrosporen werden hier tussen de reeds bestaande S-Bahnsporen gelegd, waardoor er in gelijke richting cross-platform kan worden overgestapt. Bij dit overstapstation werd ten behoeve van het aanleveren van nieuw metromaterieel tevens een verbindingsspoor met de hoofdlijn van de DR aangelegd. Na een korte tunnel onder de Gülzower Straße komt de lijn weer bovengronds om via de stations Albert-Norden-Straße (tegenwoordig Kaulsdorf-Nord), Heinz-Hoffman-Straße (tegenwoordig Neue Grottkauer Straße), Cottbuser Platz, Hellersdorf en Paul-Verner-Straße (nu Louis-Lewin-Straße) het eindpunt Hönow te bereiken. De twee laatstgenoemde stations lagen tot een grenscorrectie in 1990 buiten het grondgebied van Berlijn. Op 1 juli 1989, een jaar na de opening van de eerste verlengingsfase, kwam het tracé Elsterwerdaer Platz - Hönow in gebruik. Het was de eerste en enige grote metroverlenging in de DDR.
Alle stations van de oostelijke verlenging van lijn E werden ontworpen door het Entwurfs- und Vermessungsbetrieb der Deutschen Reichsbahn ("Ontwerp- en Kadasterdienst van de DR"). Voor het eerst in de geschiedenis van de Berlijnse metro werden de stations met hellingbanen uitgerust, zodat ook rolstoelgebruikers en mensen met kinderwagens de perrons konden bereiken.

### Hereniging
De eerste plannen voor een westelijke verlenging van U5 waren reeds opgenomen in het zogenaamde 200-Kilometer-Plan van het West-Berlijnse stadsbestuur uit het midden van de jaren 1950. De lijn zou vanaf Alexanderplatz naar Luchthaven Tegel worden doorgetrokken, waarbij bij Turmstraße een overstap op U9 en bij Jungfernheide een overstap op U7 was opgenomen. Na de Duitse Hereniging kwam een aantal metroverbindingen tussen Oost- en West-Berlijn weer in gebruik en werden ook het plan voor het westelijke deel van de U5 weer op tafel. De verbinding tussen de Alexanderplatz en het Hauptbahnhof vormt een belangrijke schakel in het OV-net en werd dan ook als eerste ter hand genomen. Het Hauptbahnhof en het nieuwe Regierungsviertel rond de Reichstag kregen een aansluiting op de metro en de wijken langs het oostelijke deel van de U5 kregen een rechtstreekse verbinding met de boulevard Unter den Linden in het centrum van de stad. Aan het traject zouden zes nieuwe stations gebouwd worden:
- Rotes Rathaus - onder de Karl-Liebknecht-Straße, nabij het Rotes Rathaus
- Museumsinsel - onder de Schlossplatz, nabij het Museumsinsel en de Lustgarten
- Unter den Linden - onder de kruising van Unter den Linden en de Friedrichstraße, overstap op de U6
- Brandenburger Tor - onder Unter den Linden en de Pariser Platz, overstap op de noord-zuidlijnen van de S-Bahn
- Bundestag - tussen de Otto-von-Bismarck-Allee en de Paul-Löbe-Allee, nabij het Bundeskanzleramt en gebouwen van de Bondsdag
- Hauptbahnhof, parallel aan de noord-zuidspoortunnel

De ruwbouw van de westelijke drie stations en de tussenliggende tunnels werd tussen 1995 en 1999 gerealiseerd. De westelijke verlenging kreeg snel de naam Kanzler-U-Bahn ("kanseliersmetro") omdat tot de bouw ervan werd besloten op initiatief van de Duitse bondsregering en omdat de lijn een belangrijke ontsluiting vormt voor de Berlijnse regeringswijk, het Regierungsviertel.

### U55

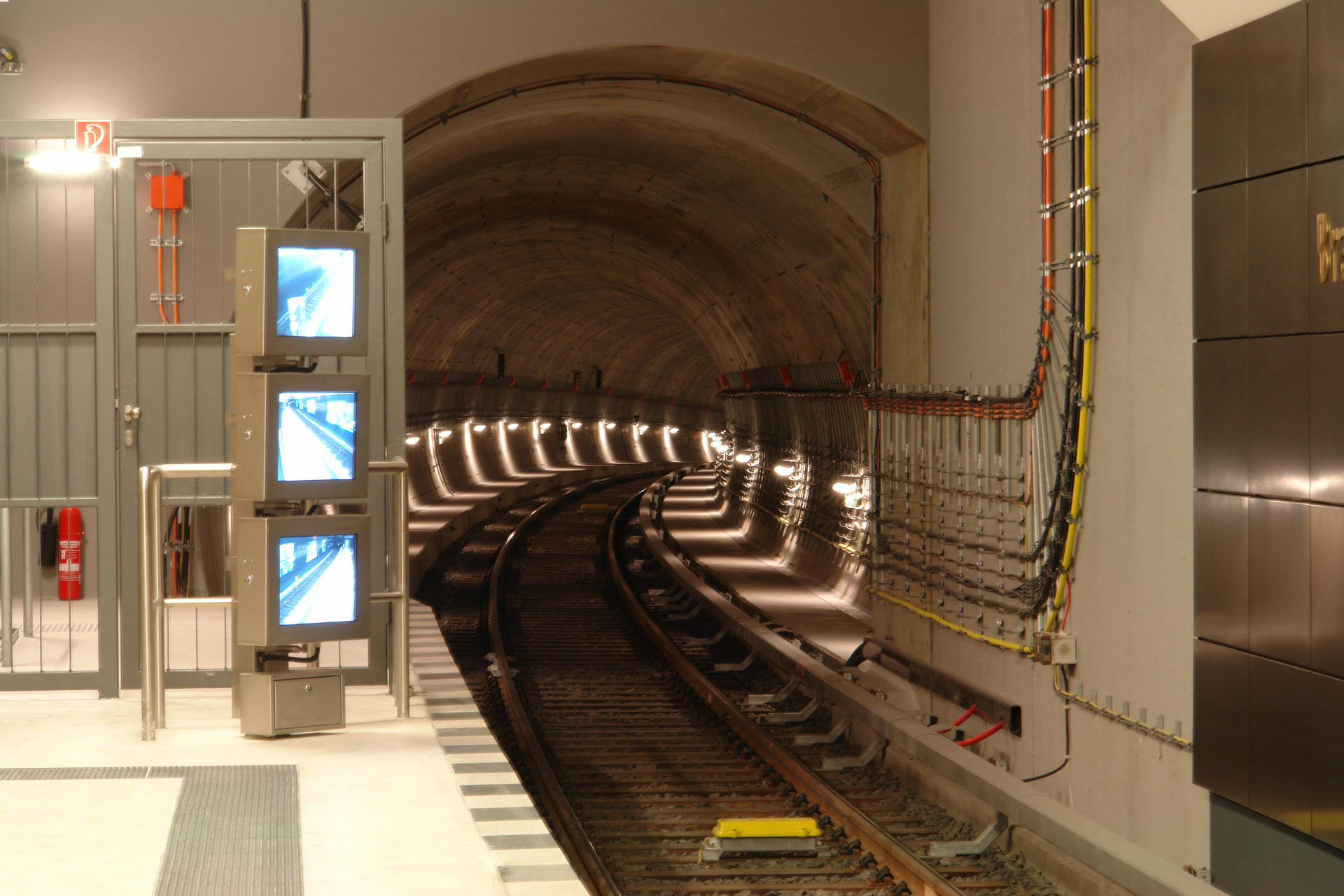
Blik in de geboorde tunnel vanuit station Brandenburger Tor
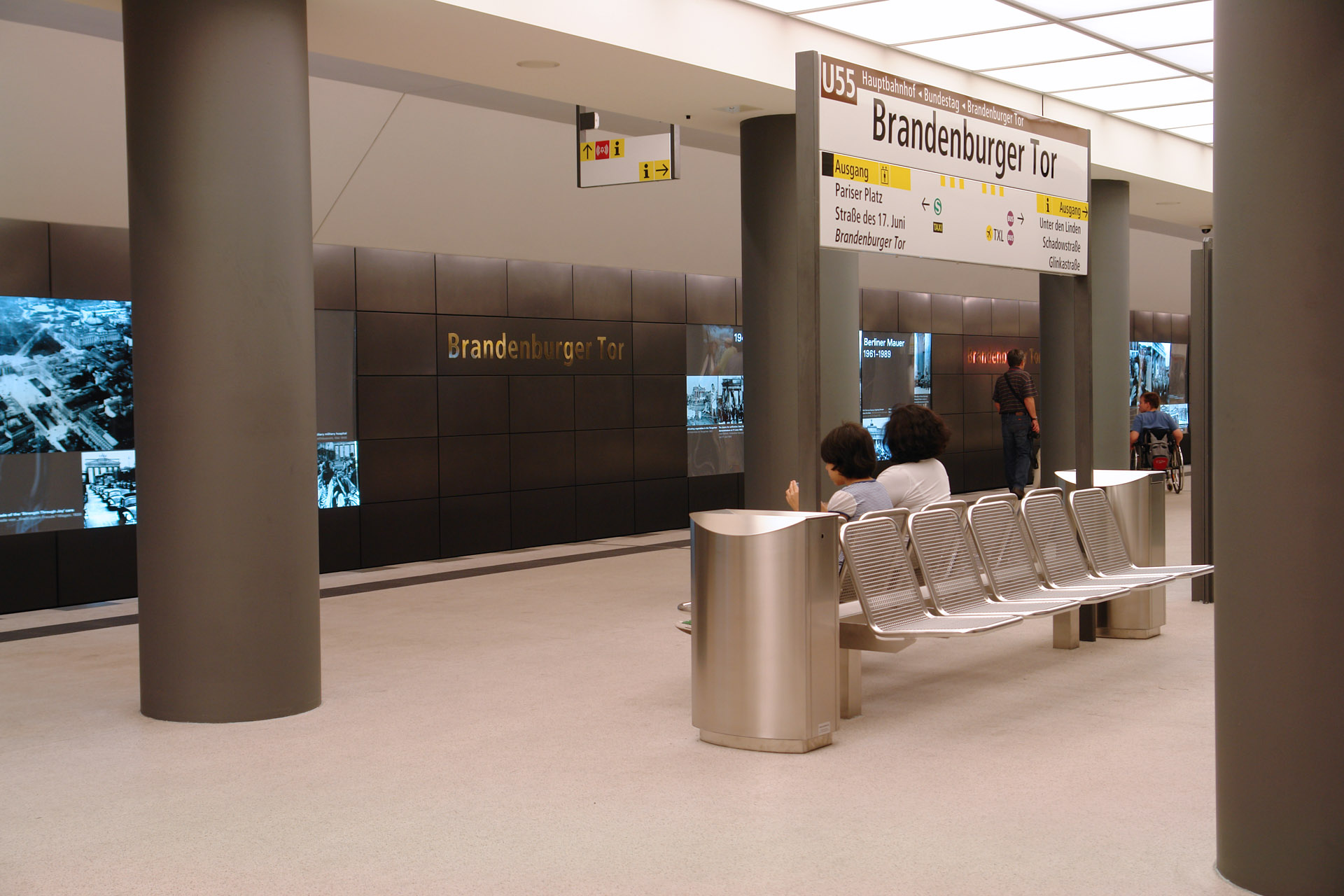
Perron van station Brandenburger Tor
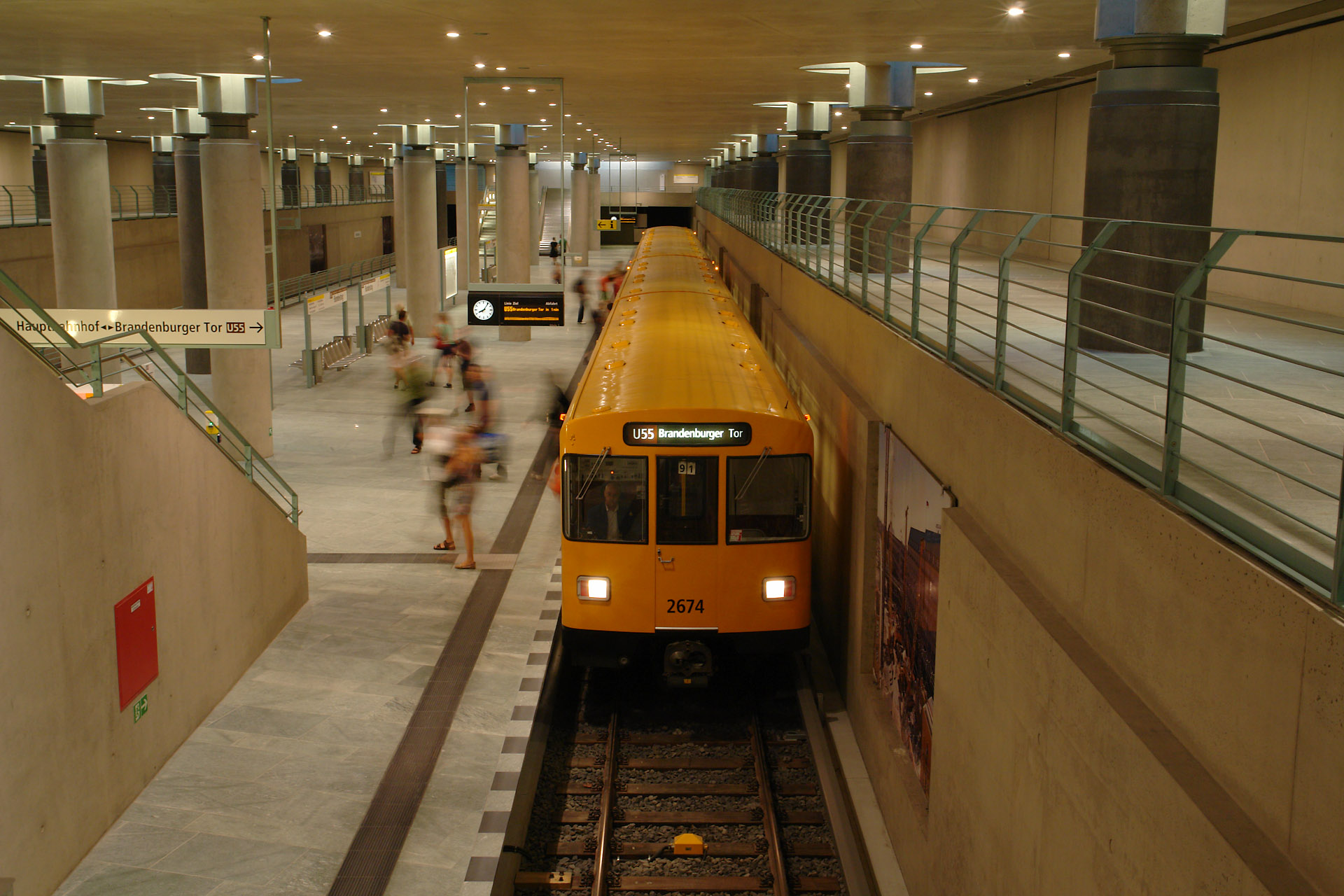
Station Bundestag
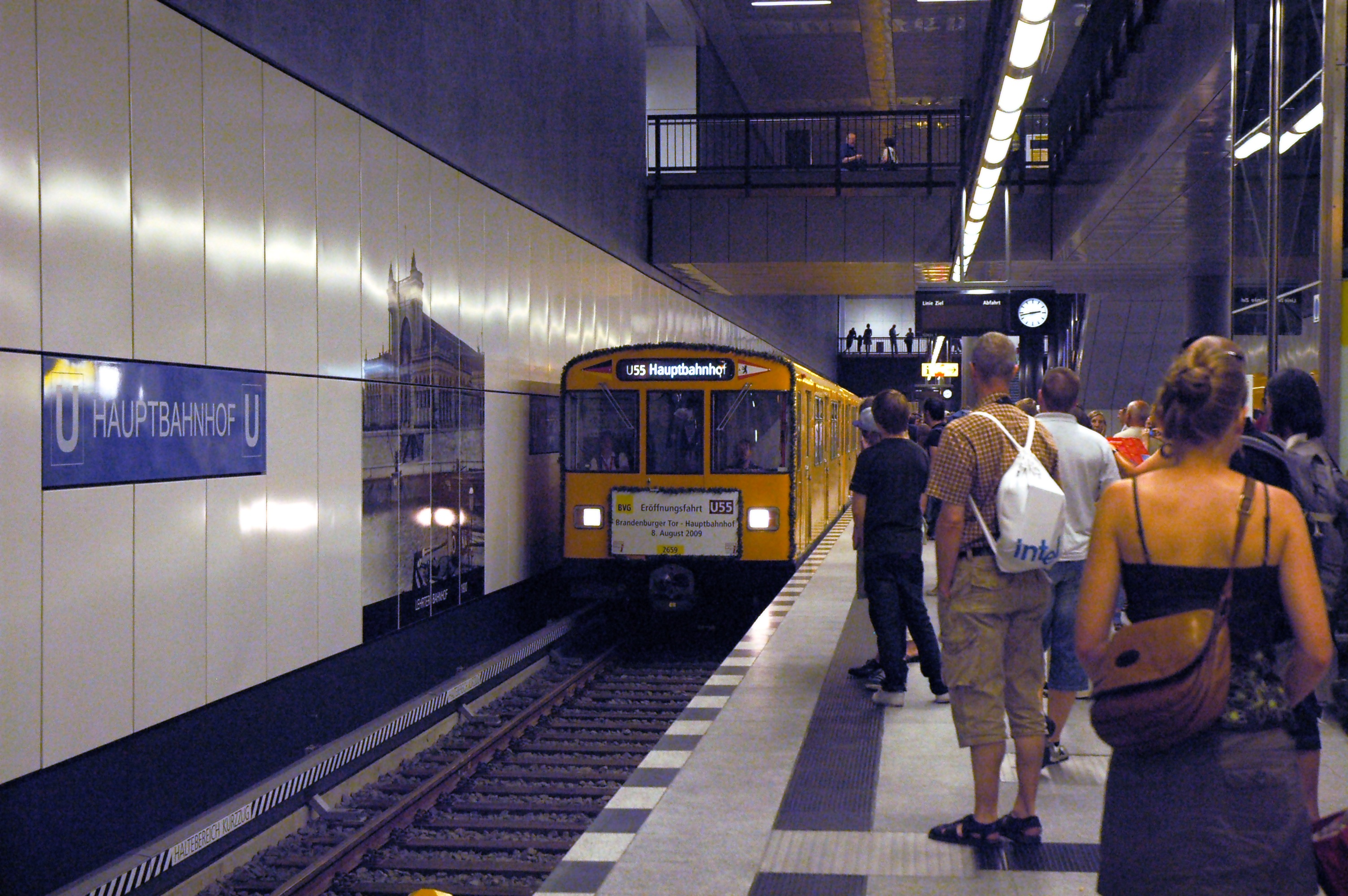
Versierde trein ter gelegenheid van de opening op 8 augustus 2009 in station Hauptbahnhof

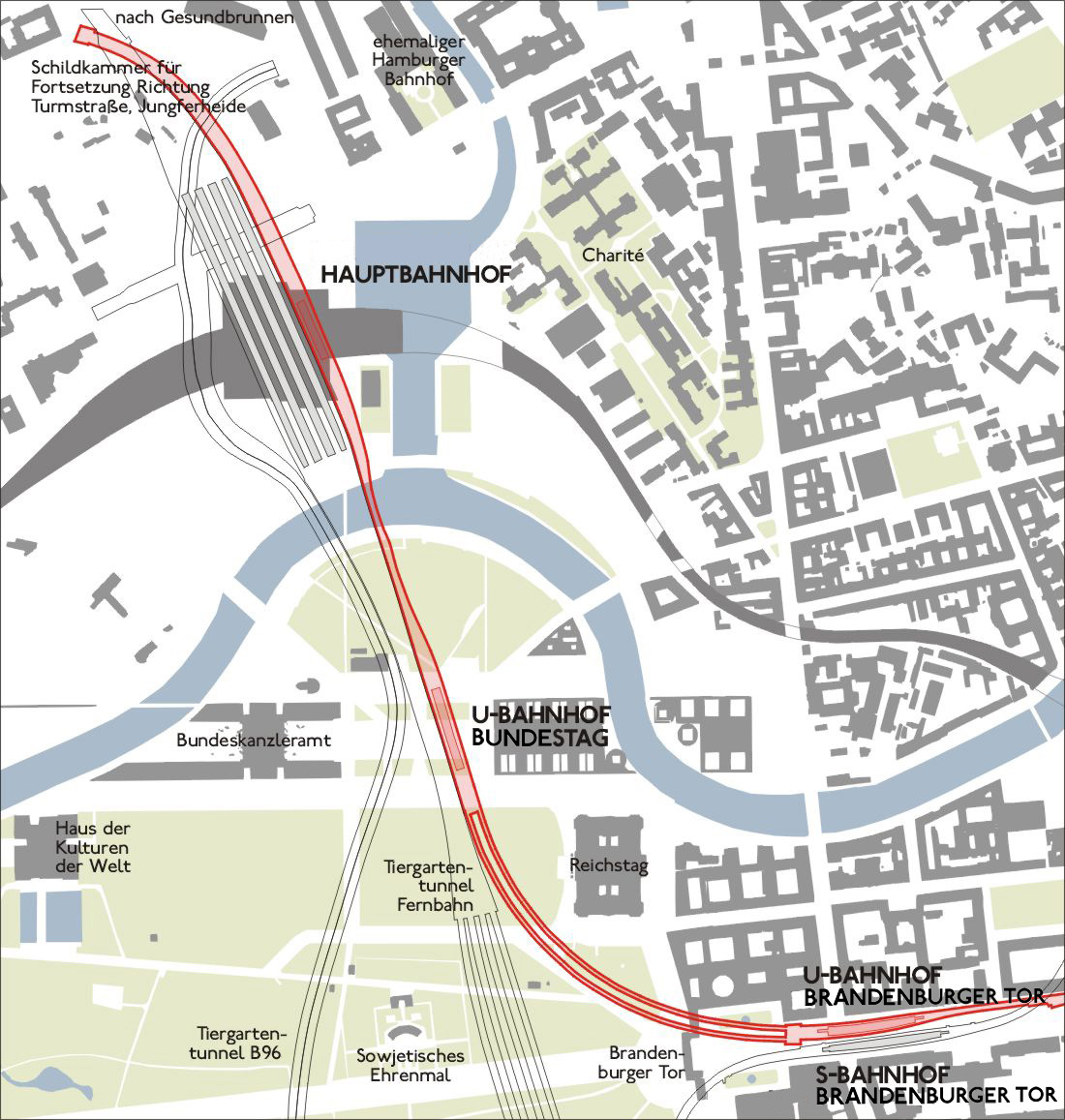
Het eilandbedrijf tussen 8 augustus 2009 en 4 december 2020

In 2001 legde het Berlijnse stadsbestuur het project stil vanwege een gebrek aan financiële middelen. De bouw van de tunnel tussen het Hauptbahnhof en de Brandenburger Tor was ondertussen grotendeels afgerond. Het in ruwbouw gereed zijnde station Bundestag (oorspronkelijke naam: Reichstag) kwam in gebruik als locatie voor diverse evenementen en filmopnames.
De bondsregering dreigde echter de al verstrekte financiële bijdrage aan de bouw van de metrolijn terug te vorderen als deze niet afgebouwd zou worden. In 2003 werd daarom besloten het westelijke, grotendeels reeds aangelegde deel van de verlenging tijdelijk als enkelsporige pendellijn in dienst te nemen onder het lijnnummer U55. Hoewel op deze korte lijn slechts een beperkt aantal reizigers te verwachten was, concludeerde het stadsbestuur dat de kosten van de bouw en dienstuitvoering op deze manier lager uitvallen dan wanneer de subsidie aan de bondsregering terugbetaald zou moeten worden.
Het nog niet gebouwde station Brandenburger Tor zou hiertoe oorspronkelijk alleen voor korte treinen geschikt worden gemaakt en over slechts één uitgang beschikken. Later werd echter besloten dit station meteen volledig af te bouwen. Tot oktober 2005 werd er nog rekening mee gehouden dat de lijn al tijdens het WK voetbal 2006 provisorisch in dienst zou kunnen komen. Vanwege problemen met het beheersen van de grondwaterspiegel liep de bouw echter vertraging op. Ook een voor de opening van het centraal station op 28 mei 2006 aangekondigde pendeldienst tussen Hauptbahnhof en Bundestag ging vanwege een gebrek aan rentabiliteit niet door. Uiteindelijk kwam het drie stations tellende lijntje op 8 augustus 2009 als eilandbedrijf in dienst. Aangezien de reistijd van begin- tot eindpunt slechts 2 minuten bedroeg, werd de gehele dienst op de U55 met één trein uitgevoerd. Deze trein, bestaande uit vier rijtuigen in de spits en twee in de daluren, pendelde iedere tien minuten heen en weer. Omdat de U55 niet fysiek verbonden was met de rest van het metrosysteem, werden rijtuigen indien noodzakelijk met diepladers over straat vervoerd en vervolgens op het spoor gezet door ze in een tunnelopening ten noorden van Hauptbahnhof te laten zakken.

### Unter den Linden
De bouw van de ontbrekende tunnel tussen Brandenburger Tor en Alexanderplatz is conform het Hauptstadtvertrag (waarin de aan de financiering door de Bondsregering verbonden voorwaarden zijn opgenomen) in 2010 begonnen met een geplande oplevering in 2020. Om verwarring te voorkomen werd het op 27 juli 1936 geopende S-Bahn station onder de Pariser Platz omgedoopt in Brandenburger Tor. De naam Unter den Linden is hergebruikt voor het station onder de kruising Friedrichstraße/Unter den Linden dat tevens perrons aan de U6 heeft gekregen. Het iets zuidelijker gelegen station Französische Straße is vanwege de korte afstand tot het kruispunt gesloten. Op 4 december 2020 reed de openingstrein om 10:10 uur van Alexanderplatz naar Hauptbahnhof waarmee het deeltraject onder Unter den Linden en het Stadtschloss in gebruik werd genomen, echter zijn nog niet alle stations op het tracé afgebouwd. De stations Unter den Linden en Rotes Rathaus gingen om 12:00 uur open voor het publiek en de eerste rit in de reizigersdienst vertrok om 12:09 uur van Hauptbahnhof naar Hönow. Op 9 juli 2021 is ook Museumsinsel in gebruik genomen.

## Modernisering

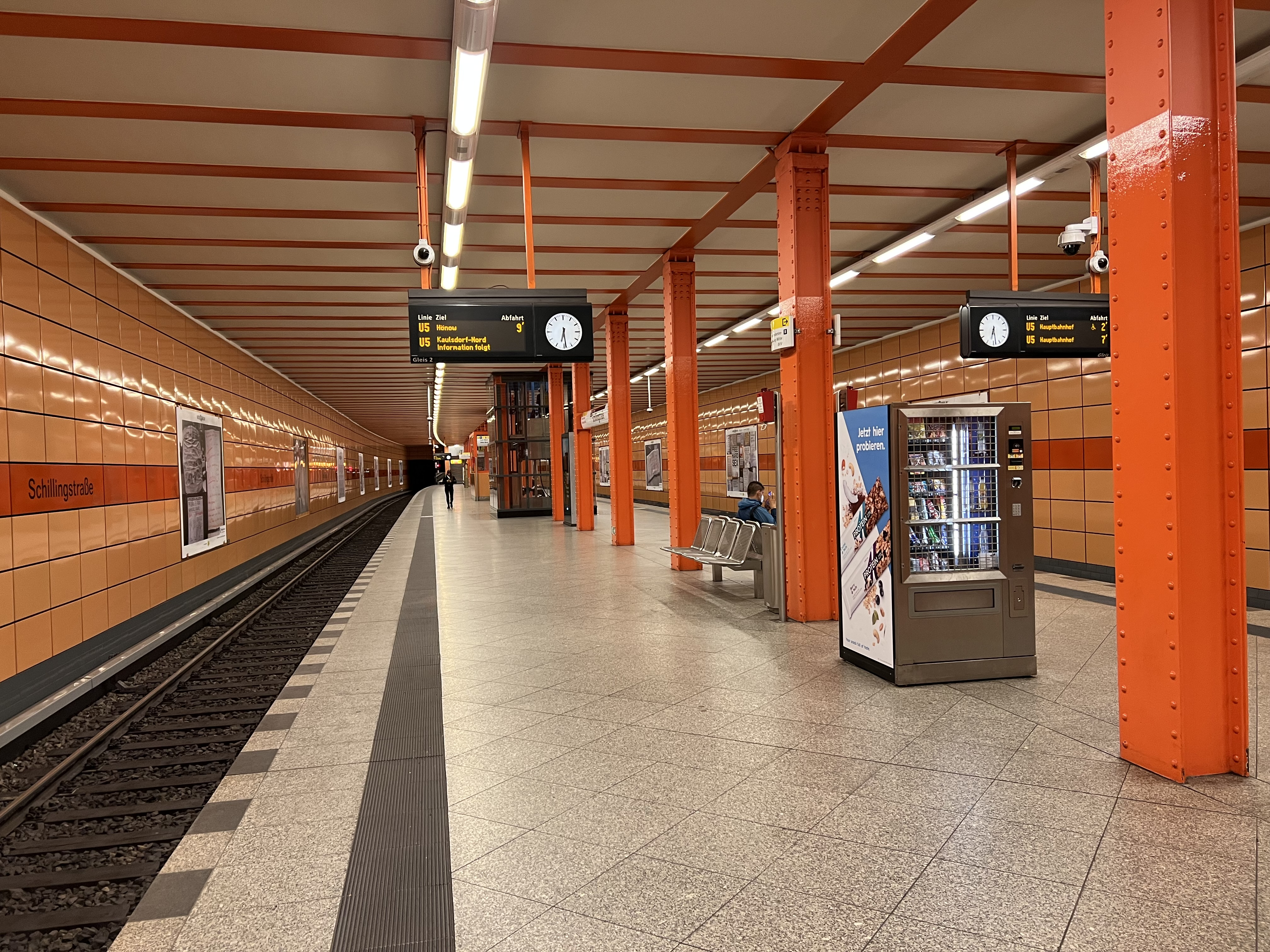
Station Schillingstraße kreeg na de modernisering zijn roze kenkleur terug.

Tussen 2003 en 2004 ondergingen de stations op het oudste deel van de U5 (Alexanderplatz - Friedrichsfelde) een grondige sanering. Zo werd de verlichting verbeterd, werden er nieuwe vloeren gelegd en kregen de stations nieuw meubilair. De oude wandbetegeling moest wijken voor een vandalismebestendige bekleding van geëmailleerde metaalplaten. In de stations Lichtenberg en Frankfurter Allee werden bovendien liften ingebouwd. Het principe van de kenkleuren werd gehandhaafd, zij het dat er enigszins van het oorspronkelijke kleurenschema werd afgeweken. De kenkleur komt net als voorheen terug op de wanden (in twee tinten) en de pilaren; in een donkerder gekleurde horizontale band is steeds de stationsnaam aangebracht.
Station Samariterstraße, dat zich nog grotendeels in de staat van 1930 bevond, behield als beschermd monument zijn oorspronkelijke ontwerp. De sanering beperkte zich hier tot noodzakelijke onderhoudsmaatregelingen en schilderwerk. Ook het eindpunt Alexanderplatz, eveneens opgenomen in de monumentenlijst, werd niet wezenlijk veranderd.

## Dienstuitvoering
Naast treinen die het gehele lijntraject berijden zijn er op werkdagen 's ochtends en 's middags extra treinen tussen Alexanderplatz en Biesdorf-Süd of Kaulsdorf-Nord. Sinds 2003 rijdt er in de nacht van vrijdag op zaterdag en van zaterdag op zondag van 0:30 tot 4:30 elke 15 minuten een trein tussen Alexanderplatz en Hönow. In de overige nachten rijdt tussen de Hackescher Markt en Hellersdorf de vervangende metronachtbus N5.
| Traject                       | Treinopvolging | Treinopvolging  | Treinopvolging    |
| Traject                       | Spits          | Overdag (ma-za) | Avonden en zondag |
| ----------------------------- | -------------- | --------------- | ----------------- |
| Hauptbahnhof ↔ Hönow          | 5 minuten      | 10 minuten      | 10-20 minuten     |
| Hauptbahnhof ↔ Kaulsdorf-Nord | 5 minuten      | 5 minuten       | 10-20 minuten     |

## Rollend materieel
Na de Tweede Wereldoorlog confisqueerde de Sovjet-Unie vrijwel de gehele vloot C-materieel, dat vervolgens werd ingezet in de metro van Moskou. Aangezien lijn E voornamelijk met treinen van het type C werd geëxploiteerd, ontstond hierdoor een groot materieeltekort. In Berlijn nam men voorlopig zijn toevlucht tot het inzetten van kleinprofieltreinen (type AI), die om het breedteverschil te compenseren met treeplanken uitgerust werden. Dergelijke zogenaamde Blumenbretter-treinen ("bloemenplanken") hadden in de jaren 1920 al dienstgedaan op de eerste grootprofiellijn C (nu U6), omdat het nieuwe grootprofielmaterieel bij opening van deze lijn nog niet gereed was. Gedurende de gehele DDR-periode zou er een materieelprobleem op lijn E blijven bestaan. Men zette onder andere oude, omgebouwde S-Bahnstellen (serie E) in en in de tachtiger jaren werden enkele afgedankte West-Berlijnse D-treinen overgenomen. In 1994 verdwenen de laatste S-Bahntreinen van het metronet. Tegenwoordig rijden er vooral treinen van het nieuwste type H op de lijn.

## Kaart

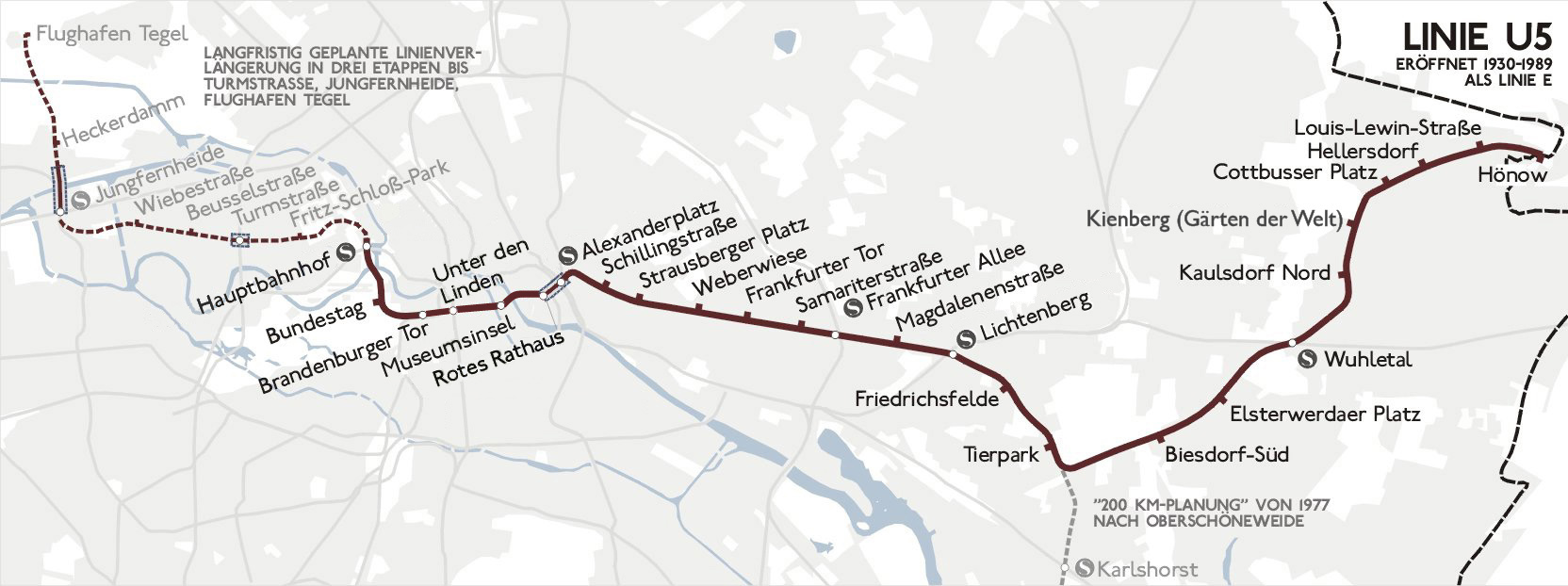
Tracé van de U5